# Helga Königsdorf
Helga Königsdorf, född 13 juli 1938 i Gera, död 4 maj 2014, var en tysk matematiker och författare.
Königsdorf var fram till 1980-talet professor i matematik vid östtyska Akademie der Wissenschaften.